# Sayaka Tsutsui
Sayaka Tsutsui (筒井 さやか, Tsutsui Sayaka) est une joueuse de volley-ball japonaise née le 29 septembre 1992 à Kurate (Préfecture de Fukuoka). Elle mesure 1,58 m et joue au poste de libero. Elle totalise 28 sélections en équipe du Japon.

## Clubs
| Club                      | De        | À         |
| ------------------------- | --------- | --------- |
| Higashi Kyushu Ryukoku HS |           | 2010-2011 |
| Hisamitsu Springs         | 2011-2012 | 2014-2015 |
| ES Le Cannet              | 2015-2016 | 2015-2016 |
| Hisamitsu Springs         | 2016-2017 | 2018-2019 |
| PFU BlueCats              | 2019-2020 | …         |

## Palmarès

### Équipe nationale
- Grand Prix Mondial
  - Finaliste : 2014.

### Clubs
- V Première Ligue
  - Vainqueur : 2014, 2018, 2019.
  - Finaliste : 2015, 2017.
- Championnat AVC des clubs
  - Vainqueur : 2014.
  - Finaliste : 2017.
- Coupe de l'impératrice
  - Vainqueur : 2014, 2016.
- Supercoupe de France
  - Vainqueur : 2015.